# Nicholas Colasanto
Nicholas Colasanto, dit Nick Colosanto, est un acteur et réalisateur américain, né le 19 janvier 1924 à Providence (Rhode Island) et mort le 12 février 1985 à Los Angeles, dans le quartier de Studio City.

## Biographie
Nicholas Colasanto étudie notamment à l'American Academy of Dramatic Arts de New York et contribue comme acteur au cinéma à cinq longs métrages américains, le premier étant Piège à San Francisco de Józef Lejtes (1968, avec Jack Lord et Shirley Knight).
Suivent notamment La Dernière Chance de John Huston (1972, avec Stacy Keach et Jeff Bridges), Complot de famille d'Alfred Hitchcock (1976, avec Karen Black et Bruce Dern) et Raging Bull de Martin Scorsese (son ultime long métrage, 1980, avec Robert De Niro et Cathy Moriarty).
Il apparaît pour la dernière fois au grand écran dans le court métrage The Haircut de Tamar Simon Hoffs (1982, avec John Cassavetes).
Actif principalement à la télévision américaine, il est acteur à partir de 1959 dans vingt-huit séries, dont Match contre la vie (six épisodes, 1965-1967), Les Rues de San Francisco (un épisode, 1973) et surtout Cheers (soixante-dix épisodes, 1982-1985, dans le rôle récurrent du barman Ernie « Coach » Pantusso).
Il joue également dans quatre téléfilms, dont The Return of the World's Greatest Detective de Dean Hargrove (1976, avec Larry Hagman).
Toujours pour la télévision américaine, Nicholas Colasanto est par ailleurs réalisateur sur trente séries entre 1966 et 1981, dont Match contre la vie (sept épisodes, 1966-1967) et Les Rues de San Francisco (un épisode, 1975) précitées, ainsi que Columbo (deux épisodes, 1972-1974).
Confronté à un alcoolisme chronique, il meurt prématurément des suites d'une crise cardiaque en 1985, à 61 ans (moins de trois mois avant la diffusion de son dernier épisode de Cheers).

## Filmographie

### Cinéma (intégrale)
(comme acteur)
- 1968 : Piège à San Francisco (The Counterfeit Killer) de Józef Lejtes : le policier arrêtant Owens
- 1972 : La Dernière Chance (Fat City) de John Huston : Ruben
- 1975 : The Manchu Eagle Murder Caper Mystery de Dean Hargrove : Bert
- 1976 : Complot de famille (Family Plot) d'Alfred Hitchcock : Constantine
- 1980 : Raging Bull de Martin Scorsese : Tommy Como
- 1982 : The Haircut de Tamar Simon Hoffs (court métrage) : Bobby Russo

### Télévision (sélection)

#### Acteur
Séries
- 1964 : Suspicion (The Alfred Hitchcock Hour)
  - Saison 2, épisode 18 Final Escape de William Witney : le collègue de travail
- 1964 : Ben Casey
  - Saison 4, épisode 6 For Jimmy, the Best of Everything de Mark Rydell : l'ambulancier
- 1965 : Voyage au fond des mers (Voyage to the Bottom of the Sea)
  - Saison 2, épisode 4 Le Robot (The Cyborg) de Leo Penn : un journaliste
- 1965-1966 : Les Espions (I Spy)
  - Saison 1, épisode 1 Salut patriote (So Long, Patrick Henry, 1965 - le journaliste) de Leo Penn, épisode 7 Méfie-toi de leur sourire (Danny Was a Million Laughs, 1965 - le génie) de Mark Rydell et épisode 25 Ma mère est une espionne (My Mother, the Spy, 1966 - le chauffeur de taxi) de Richard Benedict
- 1965-1967 : Match contre la vie (Run for Your Life)
  - Saison 1, épisode 9 This Town for Sale (1965 - le barman) de Richard Benedict, épisode 22 Who's Watching the Fleshpot? (1966 - Benno Capalupo) de Leslie H. Martinson
  - Saison 2, épisode 1 The Day Time Stopped (1966 - Maxie) de Leo Penn, épisode 16 Flight from Tirana (1967 - George Karpantos) de John Rich et épisode 17 A Rage for Justice (1967 - George Karpantos) de Leo Penn
  - Saison 3, épisode 4 The Frozen Image (1967) : Jake Wexler (+ réalisateur)
- 1966 : Mon Martien favori (My Favorite Martian)
  - Saison 3, épisode 18 Martin's Revoltin' Development de Jean Yarbrough : Orville
- 1966 : Des agents très spéciaux (The Man from U.N.C.L.E.)
  - Saison 2, épisode 30 Bombe sur l'Oklahoma (The Indian Affairs Affair) d'Alf Kjellin : Ralph
- 1966 : Le Fugitif (The Fugitive)
  - Saison 4, épisode 9 Un être inoffensif (Approach with Care) de William Hale : Matt
- 1966-1971 : Sur la piste du crime (The F.B.I.)
  - Saison 2, épisode 12 The Camel's Nose (1966) de Joseph Sargent : Billy Milton
  - Saison 7, épisode 13 Bitter Harbor (1971) de Virgil W. Vogel : Jumisino
- 1967 : Mission impossible (Mission: Impossible), première série
  - Saison 2, épisode 11 Le Conseil, 1re partie (The Council, Part I) de Paul Stanley : Jimmy Bibo
- 1967-1968 : L'Homme de fer (Ironside)
  - Saison 1, épisode 1 (pilote) L'Homme de fer (Ironside, 1967 - M. Matling) de James Goldstone et épisode 21 Le Défi (The Challenge, 1968 - Mike Sellino)
- 1968 : Mannix
  - Saison 2, épisode 4 Virages (To the Swiftest, Death) : Mac Wagner
- 1973 : Les Rues de San Francisco (The Streets of San Francisco)
  - Saison 1, épisode 15 Impuissant devant la mort (Deeathwatch) de Walter Grauman : Joe Patruro
- 1973 : Toma
  - Saison unique, épisode 1 (pilote) Toma et épisode 8 Machination (Frame-Up) de Marc Daniels : Prolaci
- 1973 : Kojak, première série
  - Saison 1, épisode 9 Les Jardins de Babylone (Conspiracy of Fear) de Jeannot Szwarc : Victor Marchette
- 1975 : Baretta
  - Saison 1, épisode 11 Le Secret de Terry Lake (The Secret of Terry Lake) de Russ Mayberry : Danelle
- 1978 : Lou Grant
  - Saison 2, épisode 4 Mob de Corey Allen : Patsy Reese
- 1982-1985 : Cheers
  - Saisons 1 à 3, 70 épisodes : Ernie « Coach » Pantusso

Téléfilms
- 1966 : Fame Is the Name of the Game de Stuart Rosenberg : le détective
- 1976 : The Return of the World's Greatest Detective de Dean Hargrove : le lieutenant Nick Tinker
- 1977 : Martinelli, Outside Man de Russ Mayberry : Stallio

#### Réalisateur
(séries)
- 1966-1967 : Match contre la vie (Run for Your Life)
  - Saison 2, épisode 8 The Grotenberg Mask (1966), épisode 9 The Treasure Seekers (1966), épisode 19 The Face of the Antagonist (1967), épisode 23 The Assassin (1967) et épisode 25 A Very Small Injustice (1967)
  - Saison 3, épisode 4 The Frozen Image (1967) et épisode 7 At the End of the Rainbow There's Another Rainbow (1967)
- 1967-1968 : Commando Garrison (Garrison's Gorillas)
  - Saison unique, épisode 3 The Grab (1967), épisode 7 The Deadly Masquerade (1967), épisode 11 20 Gallons to Kill (1967), épisode 14 The Great Crime Wave (1967) et épisode 18 Run from Death (1968)
- 1968 : L'Homme de fer (Ironside)
  - Saison 2, épisode 5 L'Émeute (Robert Phillips vs. the Man)
- 1968 : Brigade criminelle (Feloy Squad)
  - Saison 2, épisode 20 The Love Victim
  - Saison 3, épisode 1 A Fashion for Dying et épisode 3 Underground Nightmare
- 1968-1970 : Les Règles du jeu (The Name of the Game)
  - Saison 1, épisode 14 Pineapple Rose (1968)
  - Saison 2, épisode 19 Tarot (1970)
  - Saison 3, épisode 2 A Love to Remember (1970) et épisode 6 The Time Is Now (1970)
- 1969-1970 : Hawaï police d'État (Hawaii Five-0)
  - Saison 2, épisode 1 Assurance sur les morts (A Thousand Pardons – You're Dead!, 1969), épisode 2 Le Dragon noir (To Hell with Babe Ruth, 1969), épisode 4 L'Ours en peluche (Just Lucky, I Guess, 1969) et épisode 21 Un camarade de collège (Most Likely to Murder, 1970)
- 1970 : Un shérif à New York (McCloud)
  - Saison 1, épisode 3 The Concrete Corral
- 1970 : The Bold Ones: The Lawyers
  - Saison 2, épisode 2 Panthers in a Cage
- 1971 : Opération danger (Alias Smith and Jones)
  - Saison 2, épisode 7 Six Strangers at Apache Springs
- 1972 : Bonanza
  - Saison 14, épisode 7 Embuscade à Rio Lobo (Ambush at Rio Lobo) et épisode 8 La Vingt-sixième tombe (The Twenty-Sixth Grave)
- 1972 : Search
  - Saison unique, épisode 9 À la recherche de Midas (In Search of Midas)
- 1972-1974 : Columbo
  - Saison 2, épisode 1 Symphonie en noir (Étude in Black)
  - Saison 3, épisode 7 Le Chant du cygne (Swan Song)
- 1973 : Toma
  - Saison unique, épisode 5 Surveillance (Stakeout)
- 1974 : Docteur Marcus Welby (Marcus Welby, M.D.)
  - Saison 5, épisode 15 A Full Life
- 1974 : Police Story
  - Saison 2, épisode 7 Across the Line
- 1975 : Les Rues de San Francisco (The Streets of San Francisco)
  - Saison 3, épisode 19 La Programmation de Charlie Blake (The Programming of Charlie Blake)
- 1977 : L'Âge de cristal (Logan's Run)
  - Saison unique, épisode 5 L'Homme venu d'ailleurs (Man Out of Time)
- 1977 : Chips (CHiPs)
  - Saison 1, épisode 10 Bandits de grand chemin (Highway Robbery)
- 1978 : Starsky et Hutch (Starsky & Hutch)
  - Saison 4, épisode 10 Quel métier ! (The Groupie)